# Яблоново-Замек
Яблоново-Замек (пол. Jabłonowo-Zamek, нім. Goßlershausen, Schloß) — село в Польщі, у гміні Яблоново-Поморське Бродницького повіту Куявсько-Поморського воєводства.
Населення — 388 осіб (2011).
У 1975-1998 роках село належало до Торунського воєводства.

## Демографія
Демографічна структура станом на 31 березня 2011 року:
|          | Загалом | Допрацездатний вік | Працездатний вік | Постпрацездатний вік |
| -------- | ------- | ------------------ | ---------------- | -------------------- |
| Чоловіки | 161     | 45                 | 102              | 14                   |
| Жінки    | 227     | 43                 | 127              | 57                   |
| Разом    | 388     | 88                 | 229              | 71                   |